# Mioblasto

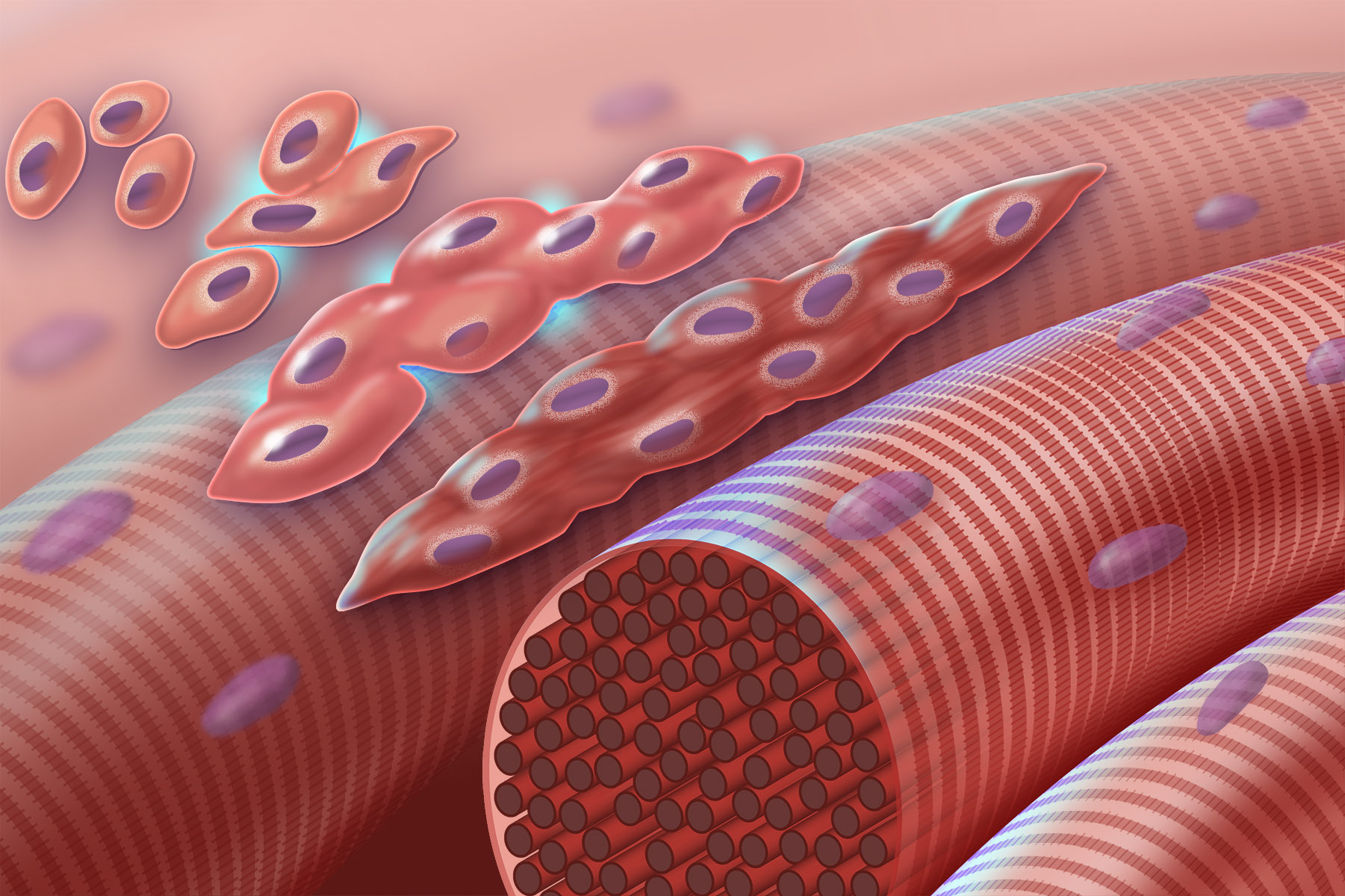
Formazione di nuove fibre muscolari da parte dei mioblasti

I mioblasti sono le cellule progenitrici, in fase embrionale, delle cellule muscolari, cioè dei miociti. Il processo che porta alla differenziazione dei mioblasti in nuove cellule muscolari è detto miogenesi. Tale processo non è però esclusivo della fase embrionale, in quanto i mioblasti sono anche coinvolti nei processi di ipertrofia e iperplasia muscolari, necessari per la riparazione di danni delle fibre muscolari.

## Sintesi
La sintesi di nuovi mioblasti è un processo che ha inizio già dal primo trimestre dello sviluppo dell’embrione. Tale processo ha origine a partire dalle cellule del mesoderma, in particolare quelle del miotomo, anche detto segmento muscolare dell’embrione, e precedentemente collocato in posizione intermedia tra lo sclerotomo (che darà origine allo scheletro assile) e il dermatomo (che invece andrà a contribuire alla formazione del derma), e che ora si trova invece diviso in numerosi segmenti, i quali andranno a differenziarsi nei mioblasti, e che a loro volta andranno a formare le fibre muscolari. 
La trasformazione ha inizio con l’affusolamento delle cellule mesodermiche che in seguito si divideranno in due porzioni, una staminale, che darà origine ad ulteriori mioblasti, ed una che invece subirà un destino diverso, andando ad unirsi e a formare i miociti. Si ritiene che ad azionare questo processo di specializzazione sia la presenza o meno di ormoni della crescita. In caso essi siano presenti i mioblasti continueranno a proliferare, in loro assenza invece le cellule usciranno dal ciclo cellulare e si differenzieranno.
La differenziazione avviene in tre fasi distinte, la prima delle quali consiste proprio nella fuoriuscita del mioblasto dal ciclo cellulare. La seconda invece riguarda l’allineamento dei vari mioblasti, l’un con l’altro, che già a questo punto assumono un aspetto allungato, diventando veri e propri miociti. Tale fase è favorita dalla presenza di numerosi enzimi come la miogenina (comune anche a tutti i vertebrati, ciò consiste in unna prova della loro origine comune), un attivatore che favorisce l’espressione di geni pre-esistenti, o l’Ash, “un cosiddetto attivatore epigenetico, che permette l’attivazione del gene Cdon necessario per il riconoscimento dei mioblasti che si andranno a legare, e senza il quale nonostante mantengano la capacità di differenziarsi non saranno più capaci di unirsi tra loro”. La terza fase invece riguarda la fusione cellulare vera e propria. Durante questa fase i miociti si uniscono tra loro formando dei sincizi cellulari chiamati miotubi, i quali in seguito all’assunzione di actina, ed altre proteine contrattili, nella propria membrana cellulare, completeranno il proprio ciclo di maturazione diventando infine miofibre.
Molti dei fattori coinvolti nella miogenesi, sia ormonali, che genetici, non sono ancora ben noti e sono tutt’ora sotto studio.
In base al tipo di fibra muscolare, se liscia, scheletrica o cardiaca, che i mioblasti andranno a formare essi assumeranno una denominazione corrispondente (mioblasto cardiaco, mioblasto scheletrico o mioblasto liscio).

## Attivazione postembrionale
Come già detto i mioblasti non sono cellule esclusive della fase embrionale. Anche nell’individuo adulto queste cellule progenitrici rimangono coinvolte in numerosi processi di riparazione o accrescimento delle varie fibre muscolari.
Questi processi sono resi possibili grazie alla presenza delle cellule satellite, cellule staminali che si trovano tra l’endomisio, il tessuto connettivo che ricopre il muscolo, fungendo da guaina, e il muscolo stesso. Queste cellule, sono normalmente non attive, a causa della presenza di una proteina chiamata miostatina, scoperta nel 1997, e responsabile dell'inibizione delle cellule satellite, e secondo alcuni studi è uno degli elementi che contribuiscono maggiormente all’atrofia muscolare. Per far sì che queste cellule vengano attivate, sono necessari danni alle fibre muscolari e la produzione di ormoni della crescita come il testosterone, l’insulina, l’IGF-1 e l’MGF, che spesso collaborano tra di loro per una corretta esecuzione, oltre che ad anabolizzanti sintetici. 
Una volta attivate, queste cellule satellite entrano in una fase detta “fase proliferativa” durante la quale vengono prodotte per mitosi numerose nuove cellule, alcune delle quali manterranno la propria natura staminale, altre invece matureranno in mioblasti. Questi mioblasti neoformati andranno a riparare i danni subiti dalle fibre muscolari o a formarne di nuove.
La riparazione dei danni muscolari può avvenire in due modalità: nel caso in cui i danni siano lievi i nuovi mioblasti sintetizzati dalle cellule satellite andranno a legarsi alle fibre danneggiate secondo un processo del tutto simile a quello della miogenesi. La presenza di nuove cellule e di conseguenza dei loro nuclei, porta all’accrescimento complessivo della fibra muscolare, per via della maggior sintesi proteica. Si ritiene che questo processo sia la principale causa dell’ipertrofia muscolare. 
Se i danni sono invece più estesi e riguardano la rottura per intero delle fibre muscolari, come per degli strappi muscolari, e non solo il loro danneggiamento, che i mioblasti neo-formati tendono a formare nuove fibre muscolari che poi si uniscono alle precedenti, piuttosto che a riparare il danno. Tale capacità ha tuttavia dei limiti, per questo, in caso di danni particolarmente intensi, la riparazione delle fibre risulta possibile solo grazie ad interventi chirurgici, se non del tutto impossibile. Questo processo è alla base dell’iperplasia muscolare.

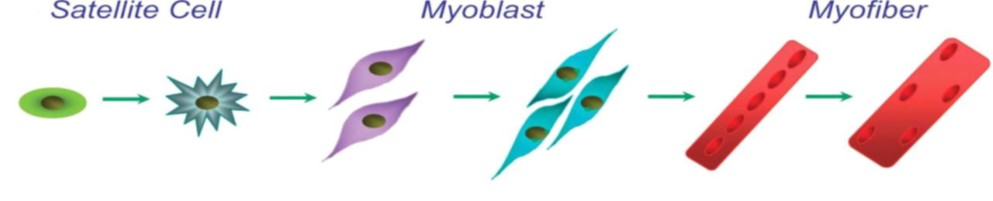
Maturazione delle cellule satellite e conseguente formazione di nuove fibre muscolari (neoplasia)